# Sidney Harth
Sidney Harth (Cleveland, 5 ottobre 1925 – Pittsburgh, 15 febbraio 2011) è stato un violinista e direttore d'orchestra statunitense.

## Biografia
Harth è nato a Cleveland, Ohio. Si è diplomato al Cleveland Institute of Music e ha studiato con Joseph Knitzer, Mishel Boris Piastro e George Enescu. Successivamente ha ricoperto incarichi di docenza presso l'Università di Louisville, la Moores School of Music dell'Università di Houston, l'Università del Texas ad Austin, l'Università Yale e il Mannes College of Music.

## Carriera
Fece il suo debutto europeo in una tournée in Francia con il pianista Theodore Lettvin nel 1951-1952 in una serie di concerti organizzati dalla National Music League e dalla Jeunesses Musicales International. Harth si è esibito con le principali orchestre di tutto il mondo ed ha realizzato numerose registrazioni con la Chicago Symphony Orchestra e la Kraków Radio and Television Orchestra.
È stato primo violino della New York Philharmonic Orchestra e della Chicago Symphony Orchestra, direttore principale e direttore associato della Los Angeles Philharmonic Orchestra, e primo violino e assistente direttore dell'Orchestra di Louisville.
Acclamato direttore d'orchestra, Harth è stato durante la sua carriera direttore principale della Natal Philharmonic Orchestra in Sud Africa e direttore musicale dell'Orchestra Sinfonica di Gerusalemme, della Northwest Chamber Orchestra di Seattle e della Puerto Rico Symphony Orchestra.

## Vita accademica
Harth è stato membro della facoltà della Yale School of Music. È stato anche direttore della School of Music della Università Carnegie Mellon, dove insegnò anche violino e musica da camera. Fino al momento della sua morte, il 15 febbraio 2011, Harth è stato direttore delle attività orchestrali presso la Duquesne University Mary Pappert School of Music.

## Premi
Nel 1957 Harth divenne il primo americano a ricevere il Laureate Prize per il concorso per violino Wieniawski tenuto in Polonia.
Nel 1958 fu iniziato come membro onorario del capitolo Zeta Kappa di Phi Mu Alpha Sinfonia Fraternity, la fraternità nazionale per gli uomini nella musica e fu selezionato come membro onorario nazionale della Fraternità nel 1966.

## Vita privata
Ha sposato Teresa Testa, violinista professionista tra i cui incarichi figuravano posizioni con la Louisville Orchestra, la Chicago Lyric Opera, la Los Angeles Philharmonic e Principal Second Violin Chair della Pittsburgh Symphony Orchestra. Sposata da oltre sessant'anni, la coppia ha avuto due figli. La loro figlia Laura è una produttrice di musica e regista e il loro defunto figlio Robert è stato direttore esecutivo e artistico della Carnegie Hall.